# Астрофизический центр Джодрелл-Бэнк
Астрофизический центр Джодрелл-Бэнк в университете Манчестера — один из крупнейших центров астрофизики в Великобритании. Включает в себя обсерваторию Джодрелл-Бэнк, радиоинтерферометрический проект MERLIN (VLBI National Facility) и туристический центр Джодрелл-Бэнк. Центр был образован после слияния Манчестерского университета Виктории и Института науки и технологий Манчестерского университета, объединившего обе астрономические группы. В Джодрелл-Бэнк также размещена штаб-квартира организации Square Kilometre Array (СКАО) — глобальный объект, который призван стать Международной правительственной организацией (МПО). SKA будет самым большим радиотелескопом в мире, его строительство начнётся в конце 2010-х.
Астрофизический центр Джодрелл-Бэнк является частью физико-астрономической школы Манчестерского университета. В настоящее время директором является профессор Майкл Гаррет.

## Исследования
Основные направления исследований центра:
- Астрохимия
- Космические мазеры
- Реликтовое излучение
- Гравитационные линзы
- Теоретическая астрофизика и космология
- Планетарные туманности
- Пульсары
- Физика звёзд (в том числе звёздообразование и солнечная плазма)
- Развитие приёмников радиотелескопов

## Обсерватория Джодрелл-Бэнк
Обсерватория Джодрелл-Бэнк, расположенная рядом с Густри и Холмс-Чапел в графстве Чешир, сыграла важную роль в исследовании метеоров, квазаров, пульсаров, мазеров и гравитационных линз, и принимает активное участие в отслеживании космических аппаратов с начала космической эры.
Главный телескоп обсерватории, радиотелескоп имени Б. Ловелла, является третьим по величине полноповоротным радиотелескопом в мире. Также в обсерватории расположены три других активных телескопа: Марк II, а также радиотелескопы диаметром 42 фута и 7 м. Обсерватория Джодрелл-Бэнк также является базовой станцией радиоинтерферометра МЕРЛИН.